# Moagetes
Moagetes (en llatí Moagetes) fou tirà de Cibiratis a l'Alta Frígia cap a l'any 190 aC.
Enemic declarat de Roma durant la guerra entre aquesta república i el rei selèucida Antíoc III el Gran, va ser obligat pel cònsol Gneu Manli Vulsó a pagar una multa de cent talents i proveir uns deu mil medimni de blat per les legions romanes, segons diu Polibi.